# Hukande pojke
Hukande pojke är en skulptur utförd av Michelangelo omkring 1530–1534 och finns i Eremitaget i Sankt Petersburg. Skulpturen föreställer en naken pojke som, antas det, är i färd med att dra ut en tagg ur sin fot.